# West Haven (Vermont)
West Haven és una població dels Estats Units a l'estat de Vermont. Segons el cens del 2000 tenia 278 habitants.

## Demografia
Segons el cens del 2000, West Haven tenia 278 habitants, 104 habitatges, i 79 famílies. La densitat de població era de 3,8 habitants per km².
Dels 104 habitatges en un 30,8% hi vivien nens de menys de 18 anys, en un 65,4% hi vivien parelles casades, en un 8,7% dones solteres, i en un 24% no eren unitats familiars. En el 18,3% dels habitatges hi vivien persones soles el 8,7% de les quals corresponia a persones de 65 anys o més que vivien soles. El nombre mitjà de persones vivint en cada habitatge era de 2,67 i el nombre mitjà de persones que vivien en cada família era de 3,06.
Per edats la població es repartia de la següent manera: un 22,7% tenia menys de 18 anys, un 6,5% entre 18 i 24, un 27,3% entre 25 i 44, un 31,7% de 45 a 60 i un 11,9% 65 anys o més.
L'edat mediana era de 41 anys. Per cada 100 dones de 18 o més anys hi havia 92 homes.
La renda mediana per habitatge era de 45.417 $ i la renda mediana per família de 48.750 $. Els homes tenien una renda mediana de 34.167 $ mentre que les dones 25.313 $. La renda per capita de la població era de 22.429 $. Cap de les famílies i el 4% de la població estaven per davall del llindar de pobresa.